# Anacamptis papilionacea
Anacamptis papilionacea là một loài lan. It is thường được biết đến với tên Butterfly orchid.
 Tư liệu liên quan tới Anacamptis papilionacea tại Wikimedia Commons

## Hình ảnh

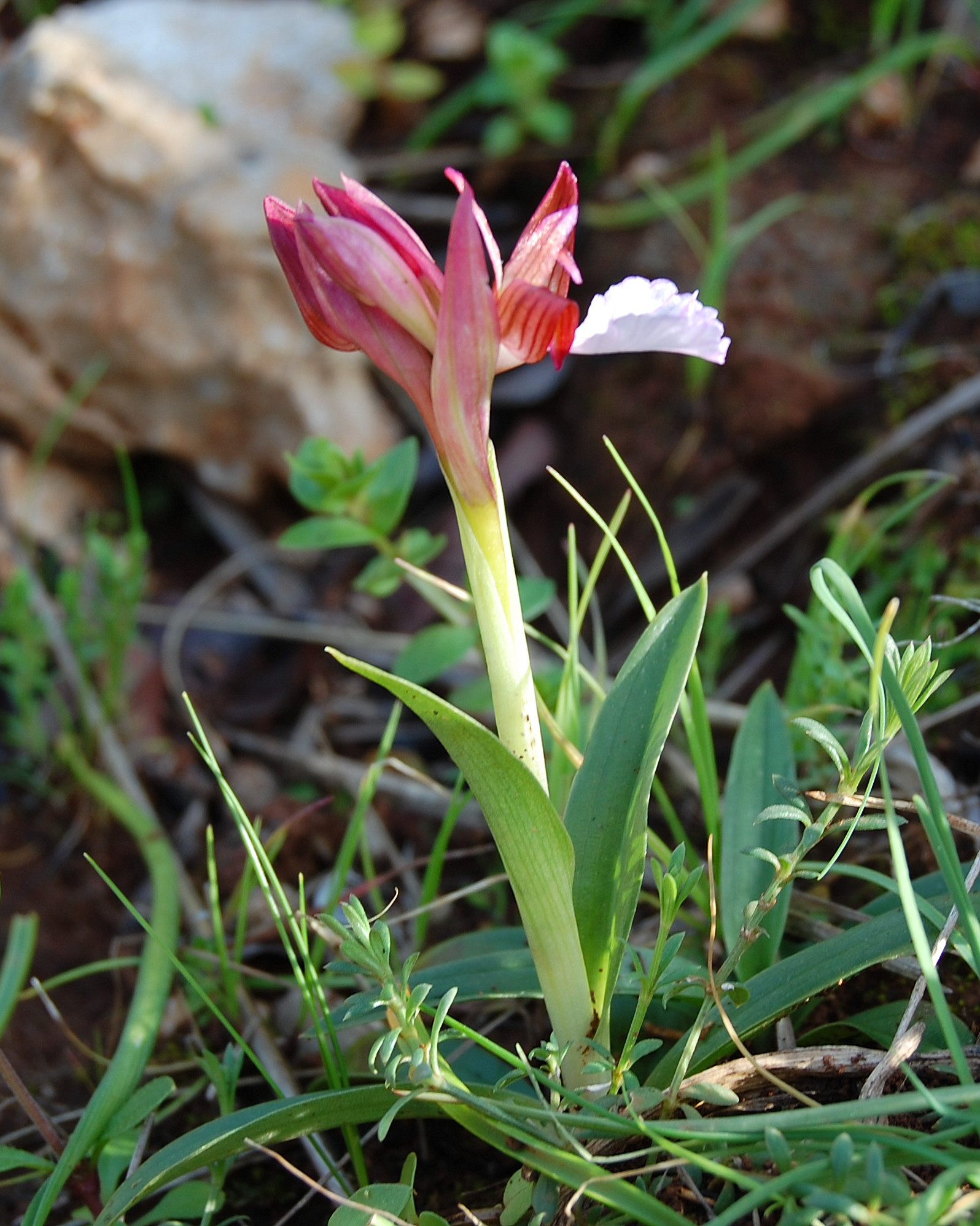
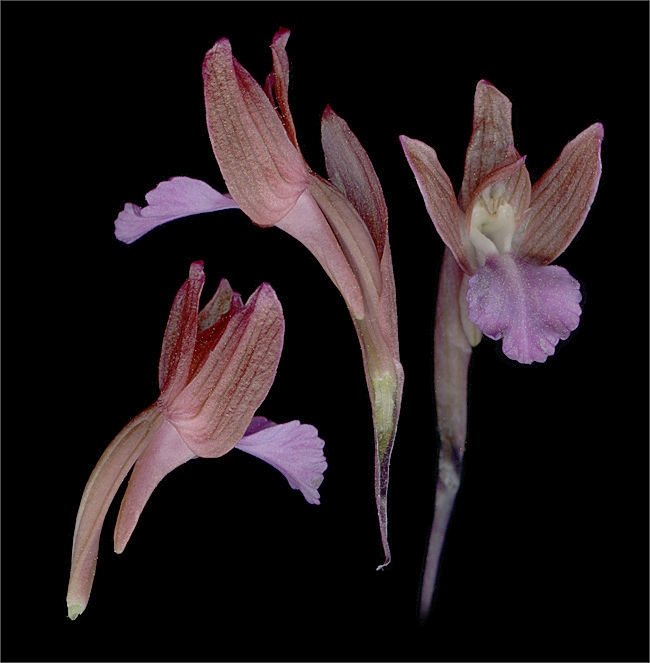
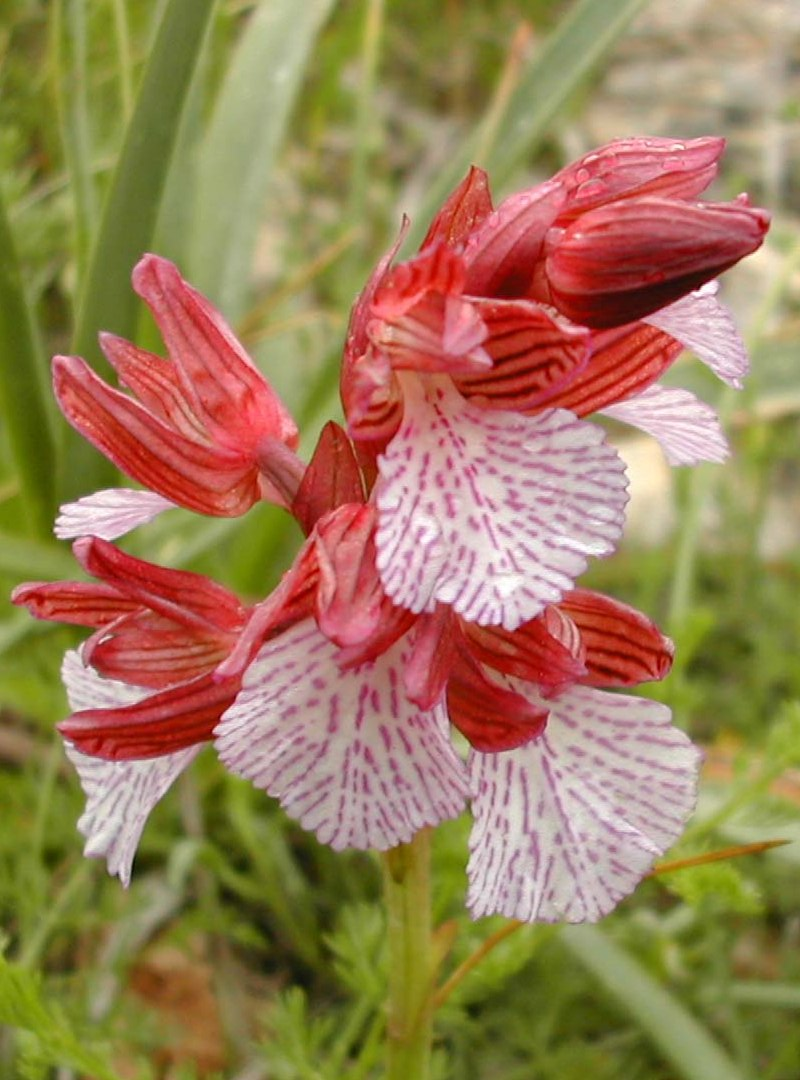
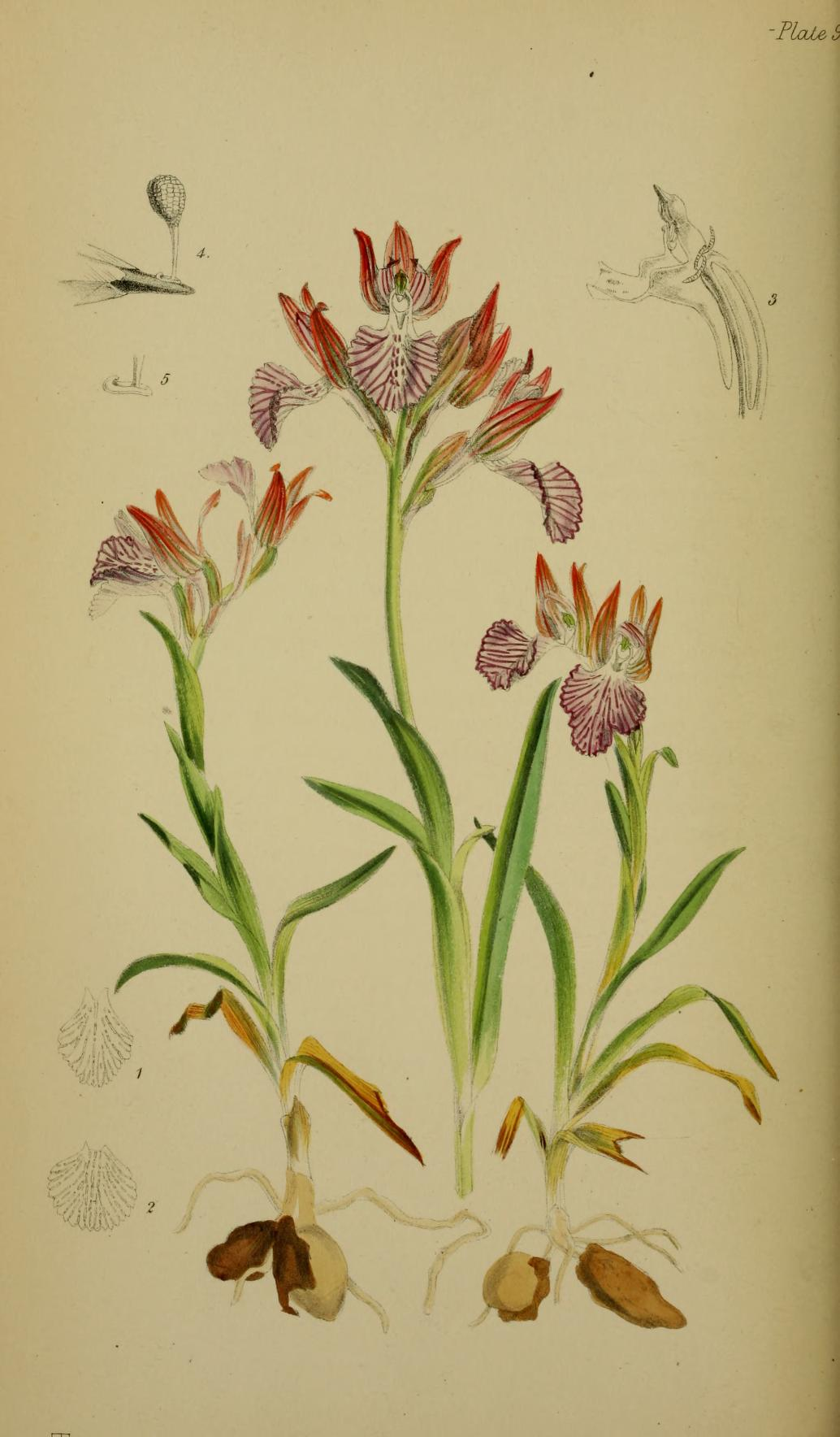